# ジュリアン・ジャクソン
ジュリアン・ジャクソン（Julian Jackson、男性、1960年9月12日 - ）は、アメリカ領ヴァージン諸島のプロボクサー。セント・トーマス島出身。元WBA世界スーパーウェルター級王者。元WBC世界ミドル級王者。世界2階級制覇王者。身長182cm。ニックネームは「The Hawk」。
ジュリウス・ジャクソン、ジョン・ジャクソンの二人の息子は北京五輪に出場の後、プロのリングで活躍中。また、従兄弟のサミュエル・ロジャースも二人と同時にプロのキャリアを積んでおり、三人そろって同じ興行に出場したりしている。

## 来歴
1981年2月2日、プロデビュー。
1986年8月23日、無敗のままマイク・マッカラムの持つWBA世界スーパーウェルター級王座に挑戦するも、2回TKO負け。
1987年11月21日、WBA世界スーパーウェルター級王座決定戦で白仁鉄を3回TKOに下し、王座を獲得。3度防衛した後返上。防衛戦には後の同級世界王者テリー・ノリスもいた（2回TKO勝ち）。
1990年11月24日、WBC世界ミドル級王座決定戦でヘロール・グラハムと対戦し、4回に右フックによる逆転KO勝ち。2階級制覇を果たした（グラハムはこの右フック一発で体を硬直させ失神、ジャクソンのパンチ力を見せつけた試合となった）。
1993年5月8日、5度目の防衛戦でジェラルド・マクレランに5回TKO負け。王座から陥落した。
1994年5月7日、マクラレンとタイトルマッチで再戦し、1回TKO負け。
1995年3月17日、WBC世界ミドル級王座決定戦でアゴスティノ・アルダモネを2回TKOに下し、王座に返り咲いた。しかし、同年8月19日の初防衛戦でクインシー・テイラーに8回TKO負けで王座から陥落した。
1998年5月24日の試合を最後に引退した。

## 獲得タイトル
- WBA世界スーパーウェルター級王座（防衛3）
- WBC世界ミドル級王座（1期目は防衛4。2期目は防衛0。）